# Maria Kwiatkowska-Ratajczak
Maria Kwiatkowska-Ratajczak – profesor doktor habilitowany nauk humanistycznych, literaturoznawca, metodyk nauczania języka polskiego.
Pracuje w Instytucie Filologii Polskiej Uniwersytetu im. Adama Mickiewicza w Poznaniu, gdzie kieruje Pracownią Innowacji Dydaktycznych. Od 1992 do 2014 roku pełniła funkcję redaktora „Polonistyki”, a w latach 2015-2023 redaktora naczelnego „Polonistyki.Innowacji”. Od 2003 do 2006 była przewodniczącą Komisji Edukacji Szkolnej i Akademickiej Komitetu Nauk o Literaturze Polskiej PAN. Jest rzeczoznawczynią MEN ds. podręczników.
W latach 1997–1999 uczestniczyła w pracach Rady do spraw Kształcenia Nauczycieli przy Ministrze Edukacji Narodowej. Od 1998 do 2001 roku razem z Fundacją Guardiniego z Berlina prowadziła program edukacyjny, poświęcony tradycji i współczesności polsko-niemiecko-czeskiego trójkąta kulturowego.
Jest autorką książek: Z perspektywy wartości o prozie dla dzieci i młodzieży (Poznań 1994), Metodyka konkretu. O wybranych problemach zawodowego kształcenia nauczycieli polonistów (Poznań 2002) oraz współredaktorką tomu rozpraw i szkiców Konteksty polonistycznej edukacji (Poznań 1998).
Swoje publikacje prezentowała w czasopismach „Nurt”, „Studia o Sztuce Dla Dziecka”, „W drodze”, „Polonistyka”, „Ojczyzna-polszczyzna”, „Język polski w szkole”, „Informatyka dla szkoły” oraz specjalistycznych wydawnictwach Uniwersytetu Warszawskiego, Uniwersytetu Śląskiego i Akademii Pedagogicznej w Krakowie.